# Martín Hopenhayn
Martín Hopenhayn (Nueva York, 13 de mayo de 1955) es un filósofo chileno.

## Biografía
Estudió en las universidades de Chile y Buenos Aires y obtuvo una maestría en Filosofía por la Universidad de París VII en 1979, bajo la dirección del filósofo francés Gilles Deleuze. 
Ha sido profesor de filosofía en su alma máter (1980-1985, 1993 y 1998) y en la Diego Portales (1983-1988). Desde 1989 es investigador —y en 2004-2005 fue su director— de la División de Desarrollo Social de la Comisión Económica para América Latina y el Caribe (CEPAL).
Desde el año 1983 publica artículos y libros de ensayo, sobre todo en países de América Latina, donde toca temas de la crítica cultural y la educación; los impactos de la globalización en la cultura, la educación y el trabajo; el debate modernidad-postmodernidad; los cambios en paradigmas del desarrollo en América Latina; y los cambios socioculturales de la juventud que se da en latinoamericana.

## Obras
Entre sus obras destacan ¿Por qué Kafka? Poder, mala conciencia y literatura (Paidós 1983 y LOM 2000); Ni apocalípticos ni integrados. Aventuras de la modernidad en América Latina (FCE, 1994); Del vagabundeo y otras demoras (Andrés Bello, 1996); Después del Nihilismo de Nietzsche a Foucault (Andrés Bello, 1997); Así de frágil es la cosa (Aforismos, Editorial Norma, 1999); Repensar el trabajo: historia, profusión y perspectivas de un concepto (Norma, 2001); Crítica de la razón irónica: de Sade a Jim Morrison (Editorial Sudamericana, 2001) e Historia, profusión y perspectivas de un concepto (Norma, 2001).
- ¿Por qué Kafka? Poder, Mala Conciencia y Literatura (1ª edición). Santiago de Chile: Paidos. 1983. ISBN 9799562822823. Reeditado por Lom en el año 2000.
- Ni apocalípticos ni integrados. Las aventuras de la modernidad en América Latina (1ª edición). Santiago de Chile: Fondo de cultura económica. 1995. ISBN 9681649842.
- Crítica de la Razon Ironica de Sade a Jim Morrison (1ª edición). Santiago de Chile: Sudamericana. 2001. ISBN 9789500719995.
- Atajos Para no Llegar (1ª edición). Santiago de Chile: Tajamar Editores. 2014. ISBN 9569043431.
- Multitudes Personales (1ª edición). Santiago de Chile: Ediciones Universidad Diego Portales. 2020. ISBN 9789563144666.